# ウースチー・ナド・ラベムの戦い
アウシヒの戦い (ドイツ語: Schlacht bei Aussig) もしくはウースチー・ナド・ラベムの戦い (チェコ語: Bitva u Ústí nad Labem) は、フス戦争中の1426年6月16日にボヘミア王国のウースチー・ナド・ラベム（現チェコ）でカトリック十字軍とフス派が衝突した戦い。
1424年にフス派の軍事指導者ヤン・ジシュカが死去したことで、教皇マルティヌス5世はもはやフス派の討滅は容易であると状況を楽観視し始め、ボソ・フィッツトゥームを指揮官とした十字軍を派遣した。フス派の軍事指導者はジーギマンタス・カリブタイティスであり、もう一人の雄である大プロコプはターボル派を率いて独自行動をしていた。中世の年代記によるとフス派の兵力は2万4000人と500台のヴァーゲンブルクで、十字軍の兵力は7万人であったというが、近年の研究ではこれらの数字は大きく誇張されたものであると考えられている。
フス派が郊外の丘に展開したヴァーゲンブルクに十字軍の騎士が突撃をかけたことで戦闘が始まった。騎士たちは巨大な戦斧やハンマーを装備しており、ヴァーゲンブルクを繋いでいる鎖を叩き切った。さらに十字軍はパヴィース（盾）の並んだフス派の第二戦列も突破し、士気は最高潮となった。この時、ヴァーゲンブルク内にいたフス派騎兵は囲みから抜け出し、ヴァーゲンブルクの鎖を切ろうと躍起になっている敵の騎士たちに側面攻撃をかけた。包囲された十字軍騎士は大砲、クロスボウ、手銃の集中砲火を浴び、さらにそこに突撃してきたフス派騎兵に無慈悲に殺戮された。戦闘そのものは短期間であり、実際に戦死した十字軍騎士は4000人ほどだったが、残った十字軍は潰走し近隣の村に逃げた。